# .ao
Az .ao Angola internetes legfelső szintű tartomány kódja, melyet 1995-ben hoztak létre.

## Második szintű tartománykódok
- ed.ao – oktatási intézményeknek.
- gv.ao – kormányzati szervezeteknek.
- og.ao – nonprofit szervezeteknek.
- co.ao – kereskedelmi szervezeteknek.
- pb.ao
- it.ao – nemzetközi szervezeteknek.